# Nüpli
Nüpli är en ort i Estland. Den ligger i Otepää kommun och landskapet Valgamaa, i den södra delen av landet, 180 km sydost om huvudstaden Tallinn. Nüpli ligger 130 meter över havet och antalet invånare är 123. Den ligger vid sjön Pühajärv.
Terrängen runt Nüpli är platt. Runt Nüpli är det glesbefolkat, med 10 invånare per kvadratkilometer. Närmaste större samhälle är Otepää, 1,9 km nordost om Nüpli. I omgivningarna runt Nüpli växer i huvudsak blandskog.